# 盐窝镇
盐窝镇是山东省利津县的5镇4乡（2001年数目）之一，位于利津县中部。东临北岭乡，北靠虎滩乡，西接沾化县和明集乡，西南毗连王庄乡，向南隔黄河与垦利县相望。